# Coyotes de Santurtzi
I Coyotes de Santurtzi sono la squadra di football americano di Santurtzi, in Spagna, fondata nel 1998.

## Dettaglio stagioni

### Tornei nazionali

#### Campionato

##### LNFA/Serie A
| Stagione | regular season | regular season | regular season | regular season | regular season | regular season | playoff | playoff | playoff | playoff | playoff | playoff   | playoff        |
|          | Vin            | Par            | Per            | Tot            | PF             | PS             | Vin     | Per     | Tot     | PF      | PS      | risultato | avversaria     |
| -------- | -------------- | -------------- | -------------- | -------------- | -------------- | -------------- | ------- | ------- | ------- | ------- | ------- | --------- | -------------- |
| 2010     | 4              | 0              | 4              | 8              | 65             | 141            | -       | -       | -       | -       | -       | -         | -              |
| 2011     | 2              | 1              | 5              | 8              | 22             | 247            | -       | -       | -       | -       | -       | -         | -              |
| 2018     | 2              | 0              | 6              | 8              | 101            | 263            | 0       | 1       | 1       | 0       | 50      | Wild Card | Gijón Mariners |
| Totale   | 8              | 1              | 15             | 24             | 188            | 651            | 0       | 1       | 1       | 0       | 50      |           |                |

Fonti: Enciclopedia del Football - A cura di Roberto Mezzetti

##### LNFA 2/Conferencias/Serie B
| Stagione | regular season | regular season | regular season | regular season | regular season | regular season | playoff | playoff | playoff | playoff | playoff | playoff          | playoff          |
|          | Vin            | Par            | Per            | Tot            | PF             | PS             | Vin     | Per     | Tot     | PF      | PS      | risultato        | avversaria       |
| -------- | -------------- | -------------- | -------------- | -------------- | -------------- | -------------- | ------- | ------- | ------- | ------- | ------- | ---------------- | ---------------- |
| 2008     | 1              | 0              | 4              | 5              | 72             | 105            | -       | -       | -       | -       | -       | -                | -                |
| 2009     | 1              | 0              | 4              | 5              | 63             | 123            | -       | -       | -       | -       | -       | -                | -                |
| 2012     | 1              | 1              | 6              | 8              | 9              | 99             | -       | -       | -       | -       | -       | -                | -                |
| 2013     | 4              | 0              | 4              | 8              | 120            | 67             | 0       | 1       | 1       | 0       | 28      | Quarti di finale | Zaragoza Hornets |
| 2014     | 3              | 0              | 5              | 8              | 114            | 100            | -       | -       | -       | -       | -       | -                | -                |
| 2015     | 3              | 0              | 5              | 8              | 98             | 107            | 0       | 1       | 1       | 13      | 46      | Wild Card        | Granada Lions    |
| 2016     | 0              | 0              | 5              | 5              | 31             | 129            | -       | -       | -       | -       | -       | -                | -                |
| 2017     | 1              | 0              | 6              | 7              | 106            | 184            | -       | -       | -       | -       | -       | -                | -                |
| Totale   | 14             | 1              | 39             | 54             | 613            | 914            | 0       | 2       | 2       | 13      | 74      |                  |                  |

Fonti: Enciclopedia del Football - A cura di Roberto Mezzetti

#### Coppa
| Stagione | regular season | regular season | regular season | regular season | regular season | regular season | playoff | playoff | playoff | playoff | playoff | playoff               | playoff                |
|          | Vin            | Par            | Per            | Tot            | PF             | PS             | Vin     | Per     | Tot     | PF      | PS      | risultato             | avversaria             |
| -------- | -------------- | -------------- | -------------- | -------------- | -------------- | -------------- | ------- | ------- | ------- | ------- | ------- | --------------------- | ---------------------- |
| 2014     | -              | -              | -              | -              | -              | -              | 0       | 1       | 1       | 6       | 12      | Primo turno Wild Card | Las Rozas Black Demons |
| Totale   | -              | -              | -              | -              | -              | -              | 0       | 1       | 1       | 6       | 12      |                       |                        |

Fonti: Enciclopedia del Football - A cura di Roberto Mezzetti

### Tornei locali

#### Liga Norte
| Stagione | regular season | regular season | regular season | regular season | regular season | regular season | playoff | playoff | playoff | playoff | playoff | playoff   | playoff    |
|          | Vin            | Par            | Per            | Tot            | PF             | PS             | Vin     | Per     | Tot     | PF      | PS      | risultato | avversaria |
| -------- | -------------- | -------------- | -------------- | -------------- | -------------- | -------------- | ------- | ------- | ------- | ------- | ------- | --------- | ---------- |
| 2015     | 3              | 0              | 3              | 6              | 197            | 45             | -       | -       | -       | -       | -       | -         | -          |
| Totale   | 3              | 0              | 3              | 6              | 197            | 45             | -       | -       | -       | -       | -       |           |            |

Fonti: Enciclopedia del Football - A cura di Roberto Mezzetti

#### Liga Norte Senior 7×7
| Stagione | regular season | regular season | regular season | regular season | regular season | regular season | playoff | playoff | playoff | playoff | playoff | playoff   | playoff          |
|          | Vin            | Par            | Per            | Tot            | PF             | PS             | Vin     | Per     | Tot     | PF      | PS      | risultato | avversaria       |
| -------- | -------------- | -------------- | -------------- | -------------- | -------------- | -------------- | ------- | ------- | ------- | ------- | ------- | --------- | ---------------- |
| 2019     | 5              | 0              | 1              | 6              | 261            | 108            | 2       | 0       | 2       | 62      | 24      | Campioni  | Cantabria Bisons |
| 2020     | 2              | 0              | 2              | 4              | 98             | 131            | -       | -       | -       | -       | -       | -         | -                |
| Totale   | 7              | 0              | 3              | 10             | 359            | 239            | 2       | 0       | 2       | 62      | 24      |           |                  |

Fonti: Enciclopedia del Football - A cura di Roberto Mezzetti

#### Campionato madrileno a 7
| Stagione | regular season | regular season | regular season | regular season | regular season | regular season | playoff | playoff | playoff | playoff | playoff | playoff   | playoff    |
|          | Vin            | Par            | Per            | Tot            | PF             | PS             | Vin     | Per     | Tot     | PF      | PS      | risultato | avversaria |
| -------- | -------------- | -------------- | -------------- | -------------- | -------------- | -------------- | ------- | ------- | ------- | ------- | ------- | --------- | ---------- |
| 2002     | 5              | 0              | 3              | 8              | 162            | 129            | -       | -       | -       | -       | -       | -         | -          |
| Totale   | 5              | 0              | 3              | 8              | 162            | 129            | -       | -       | -       | -       | -       |           |            |

Fonti: Enciclopedia del Football - A cura di Roberto Mezzetti

### Riepilogo fasi finali disputate
| Anno            | Luogo     | Evento                | Fase del torneo       | Incontro                                      | Risultato |
| 6 novembre 2014 | Santurtzi | Copa de España        | Primo turno Wild Card | Coyotes de Santurtzi - Las Rozas Black Demons | 6 - 12    |
| 3 maggio 2015   |           | Serie B               | Wild Card             | Granada Lions - Coyotes de Santurtzi          | 46 - 13   |
| 29 aprile 2018  | Gijón     | Serie A               | Wild Card             | Gijón Mariners - Coyotes de Santurtzi         | 50 - 0    |
| 27 aprile 2019  | Santurtzi | Liga Norte Senior 7×7 | Finale                | Coyotes de Santurtzi - Cantabria Bisons       | 23 - 18   |

## Palmarès
- 1 Liga Norte Senior 7×7 (2019)